# DisneyMania 4
DisneyMania 4 es el cuarto álbum de la serie DisneyMania. Este es el álbum debut de muchos de las actuales estrellas de Disney Channel, como Miley Cyrus de Hannah Montana. Este es el segundo álbum Disneymania con el Círculo de Estrellas de Disney Channel (aunque el álbum sólo los llama "Estrellas Disney Channel"), con algunas adiciones, como Dylan y Cole Sprouse, de The Suite Life of Zack and Cody. Otros artistas incluyen a los Jonas Brothers, Teddy Geiger, y B5. El álbum se convirtió en el segundo álbum más alto de la serie (detrás de DisneyMania 5, que debutó en el puesto #14), alcanzando un máximo de #15 en el Billboard 200 y, hasta la fecha, ha sido certificada Oro por la RIAA. Hasta la fecha, el álbum ha vendido más de 717 000 copias, de acuerdo a los resultados del Daily Double.

## Lista de canciones
| DisneyMania 4 |                                                                    |                                |          |  |
| N.º           | Título                                                             | Intérprete(s)                  | Duración |  |
| 1.            | «A Dream Is a Wish Your Heart Makes» (De La Cenicienta)            | Disney Channel Circle of Stars |          |  |
| 2.            | «Zip-a-Dee-Doo-Dah» (De Canción del Sur)                           | Miley Cyrus                    |          |  |
| 3.            | «If I Never Knew You» (De Pocahontas)                              | The Cheetah Girls              |          |  |
| 4.            | «Who's Afraid Of The Big Bad Wolf» (De Los tres cerditos)          | B5                             |          |  |
| 5.            | «Reflection (Remix)» (De Mulan)                                    | Christina Aguilera             |          |  |
| 6.            | «I'll Try» (De Return to Never Land)                               | Jesse McCartney                |          |  |
| 7.            | «Look Through My Eyes» (De Brother Bear)                           | Everlife                       |          |  |
| 8.            | «Candle On The Water» (De Pete's Dragon)                           | Anneliese van der Pol          |          |  |
| 9.            | «You'll Be In My Heart» (De Tarzán)                                | Teddy Geiger                   |          |  |
| 10.           | «Yo Ho (A Pirate's Life for Me)» (De Piratas del Caribe)           | Jonas Brothers                 |          |  |
| 11.           | «Someday My Prince Will Come» (De Snow White and the Seven Dwarfs) | Ashley Tisdale & Drew Seeley   |          |  |
| 12.           | «Bahama Roller Coaster Ride» (De Lilo & Stitch)                    | Baha Men                       |          |  |
| 13.           | «Can You Feel The Love Tonight» (De El Rey León)                   | Sara Paxton                    |          |  |
| 14.           | «Super Cali (BoiOB mix)» (De Mary Poppins)                         | Orlando Brown                  |          |  |
| 15.           | «Monkey's Uncle» (De The Monkey's Uncle)                           | Devo 2.0                       |          |  |
| 50:10         |                                                                    |                                |          |  |

| DisneyMania 4, Target Exclusive Bonus Track |                                    |               |          |  |
| N.º                                         | Título                             | Intérprete(s) | Duración |  |
| 16.                                         | «Cruella De Vil» (De 101 dálmatas) | Skye Sweetnam |          |  |
| 17.                                         | «Go The Distance"» (De Hércules)   | K-Ci & JoJo   |          |  |

## Posiciones
| Álbum         | Posiciones    | Posiciones     |
| Álbum         | Billboard 200 | Top Kids Audio |
| ------------- | ------------- | -------------- |
| DisneyMania 4 | #15           | #2             |

## Sencillos
1. Disney Channel Circle of Stars - "A Dream Is a Wish Your Heart Makes" : En promoción de Cenicienta Edición Especial.
2. B5 - "Who's Afraid of the Big Bad Wolf".
3. The Cheetah Girls - "If I Never Knew You".
4. Orlando Brown - "Super Cali".

## Videos
1. Disney Channel Circle of Stars - "A Dream Is A Wish Your Heart Makes"
2. The Cheetah Girls - "If I Never Know You"
3. B5 - "Who's Afraid of the Big Bad Wolf"

## Relacionados
- DisneyMania Series
- Radio Disney Jams Series
- Pop It Rock It! y Pop It Rock It 2: It's On!
- Disney Channel Playlist y Disney Channel Playlist 2
- Disney Channel Holiday y Disney Channel - Christmas Hits
- Disney Channel Hits: Take 1 y Disney Channel Hits: Take 2
- Los Grandes Éxitos de Disney Channel (The Very Best of Disney Channel)